# Neoplema candidata
Neoplema candidata är en fjärilsart som beskrevs av W. Warren 1904. Neoplema candidata ingår i släktet Neoplema och familjen Uraniidae. Inga underarter finns listade i Catalogue of Life.